# Museo archeologico di Venafro
Ospitato nell'ex convento di Santa Chiara, il Museo archeologico di Venafro è un museo nazionale che nasce nel giugno del 1931 quale esposizione della raccolta di materiale scoperto poco più di un decennio prima, in maniera del tutto fortuita, durante la costruzione di un edificio alle pendici di monte Santa Croce.
Della scoperta facevano parte capitelli, cornici e statue tra cui due grandi statue maschili che al momento del ritrovamento vennero identificate in Augusto e Tiberio, riferibili all'età Giulio-Claudia (I sec. d. C.), tuttavia, secondo l'usanza del tempo vennero trasferite nel Museo Nazionale di Napoli, dove sono rimaste fino all'apertura del museo. Negli anni successivi, altro materiale si aggiunse alla raccolta originaria, ma i catastrofici eventi della seconda guerra mondiale decretarono la chiusura del museo, anche perché i locali del convento vennero utilizzati per accogliere gli sfollati e, in parte, come aule scolastiche. Solo negli anni settanta, la Soprintendenza del Molise riesce a ricostruire il museo grazie alla donazione del convento di Santa Chiara allo Stato da parte del comune di Venafro.
Dal dicembre 2014 il Ministero per i beni e le attività culturali lo gestisce tramite il Polo museale del Molise, nel dicembre 2019 divenuto Direzione regionale Musei.

## Allestimento
Si parte dalla collezione originaria, ma l'intensa attività archeologica, che aveva interessato il venafrano e i territori limitrofi, negli ultimi decenni, costituisce l'elemento base per l'arricchimento in maniera significativa della raccolta. Ne viene fuori un allestimento museale che parla dell'importanza che Venafro aveva assunto per l'intero territorio sia in epoca sannita che in età romana.
Per quanto riguarda il periodo sannita, le più antiche e cospicue testimonianze si riferiscono alla necropoli rinvenuta in agro di Pozzilli e che fanno capo ad un insediamento la cui frequentazione è stata relativamente lunga (dal VI secolo a.C. alla seconda metà del IV secolo a. C.). Le sepolture hanno corredi caratterizzati da materiali semplici (lance, giavellotti, fibule e una sola spada), ma la cospicua presenza di ceramiche di importazione, bucchero nero di produzione capuana e bucchero rosso prodotto tra la Campania settentrionale e il Lazio meridionale, fa supporre una certa vivacità economica favorita appunto da traffici e commerci.
Una di queste tombe, la numero 55, è stata interamente ricostruita nel museo e la massiccia presenza di vasellame di bucchero al suo interno sta ad indicare le buone condizioni sociali del defunto. In epoche successive, la ceramica presente è quella a vernice nera, mentre i corredi funerari, in alcuni casi veri e propri servizi a richiamare il simposio della cultura greca, si fanno più omogenei.
Le testimonianze dell'età romana riguardano la presenza di edifici pubblici, ma anche di case private, ornati in marmi esposti nel museo, al pari dei fregi architettonici e delle statue provenienti dal teatro romano. Tanti i reperti anche dalle necropoli di età imperiale: diverso materiale riguarda le iscrizioni funerarie e ancor più numerosi sono i semplici cippi contenenti solo il nome del defunto che venivano infissi nel terreno, secondo l'usanza romana che voleva le sepolture a fiancheggiare le strade extraurbane.
Di particolare interesse il cippo funerario di Tilla Eutychia, unica sacerdotessa venafrana conosciuta, consacrata ad uno dei due culti attestati in città, quello della Magna Mater e quello della Bona Dea. Altrettanto interesse suscita il volto gigantesco di una Gorgone, simbolo funerario per eccellenza.
Posta al pian terreno del convento, ad attrarre l'attenzione del visitatore è la bellissima statua di Venere di età Antonina, copia di una delle più famose statue dell'antichità: la Venere Landolina è chiamata comunemente "Venere di Venafro". Anche il ritrovamento di questa statua fu frutto del caso: nel 1958 il proprietario di un podere nelle campagne del venafrano, durante dei lavori agricoli, si rese conto di aver impattato con una "pietra" di grandi dimensioni. Con molta probabilità il pezzo faceva parte di una fontana che ornava un ricco edificio residenziale di epoca Augustea, ove si riportano le normative atte a regolarne l'uso (editto di Augusto).
Il Museo di Venafro conserva, inoltre, un importante documento epigrafico: il grande cippo o "Tavola Acquaria" dell'acquedotto Romano di Venafro testimoniante l'editto di Augusto. L'Editto venne redatto tra il 17 e l'11 a.C., nello stesso periodo in cui fu costruito l'acquedotto che dalle sorgenti del Volturno, in un percorso di oltre trenta chilometri, alimentava la città. Un'opera pubblica di notevoli dimensioni, le cui regole sulle modalità di costruzione erano stabilite da questo documento epigrafico. Altresì, l'Editto regolava l'uso dell'opera, le modalità di distribuzione dell'acqua, nonché i magistrati competenti in caso di controversie. Negli stessi locali in cui è esposta la lapide si trovano numerosi cippi che, posti al lato della conduttura, riportavano la prescrizione di lasciare libero il passaggio.
Di epoca più recente, è l'altare in alabastro - originariamente posizionato nella cappella della Chiesa dell'Annunziata - che si trova in una delle sale al secondo piano. Si tratta di un pezzo di grande pregio, essendo uno dei rari esempi in Italia di polittico di produzione inglese ancora integro.